# Coussarea pilosula
Coussarea pilosula är en måreväxtart som beskrevs av Charlotte M. Taylor. Coussarea pilosula ingår i släktet Coussarea och familjen måreväxter. Inga underarter finns listade i Catalogue of Life.